# 5024 Бечманн
5024 Бечманн (5024 Bechmann) — астероїд головного поясу, відкритий 14 листопада 1985 року.
Тіссеранів параметр щодо Юпітера — 3,134.